# Bematistes simulata
Bematistes simulata är en fjärilsart som beskrevs av Le Doux 1932. Bematistes simulata ingår i släktet Bematistes och familjen praktfjärilar. Inga underarter finns listade i Catalogue of Life.